# KEAP1
La protéine Keap1, ou Kelch-like ECH-associated protein 1 en anglais, est une protéine qui, chez l'homme, est codée par le gène KEAP1, situé sur le chromosome 19. Elle est organisée avec quatre domaines protéiques distincts : le domaine N-terminal appelé BTB (pour Broad complex, Tramtrack and Bric-à-Brac) contient le résidu Cys151, l'une des cystéines importantes pour la détection du stress oxydant ; le domaine IVR (pour Intervening Region) contient deux résidus de cystéine critiques, Cys273 et Cys288, qui interviennent également dans la détection du stress ; le domaine DGR (pour Double Glycine Repeat) et le domaine C-terminal CTR (pour C-Terminal Region) contribuent à former une structure en β-propeller permettant à la protéine Keap1 d'interagir avec la protéine Nrf2. Cette dernière est un régulateur essentiel de la réponse antioxydante, déterminante pour contrer le stress oxydant,,.
À l'état quiescent, Nrf2 est ancrée dans le cytoplasme en se liant à la protéine Keap1, laquelle facilite l'ubiquitination et la protéolyse subséquente de Nrf2. Ce mécanisme contribue à l'effet répresseur de Keap1 sur Nrf2. Pour cette raison, et dans la mesure où l'activation de Nrf2 conduit à une réponse antioxydante et anti-inflammatoire coordonnée, Keap1 est une cible intéressante pour le développement de médicaments.